# Чорі Юрій Семенович
Юрій Семенович Чорі (25 березня 1935, Фоґораш (зараз Зубівка), Мукачівський район - 11 квітня 2019, Ужгород) - закарпатський письменник, етнограф, фольклорист, драматург, автор п'ятитомного русинського словника. Писав переважно українською мовою. Був політичним дисидентом, відбув кілька років у сталінських таборах, остаточно реабілітований лише 1991 р.

## Біографія
Народився в родині селянина, був наймолодшим з шести дітей. 
Почав навчання у Реальній руській гімназії в Мукачеві, а коли її закрили, закінчив радянську середню школу. Далі продовжив навчання на філологічному факультеті Ужгородського державного університету, потім - в аспірантурі у Львівському університеті імени Івана Франка. Десятки років працював учителем: почав у селі Лісковець, потім три роки у селі Станово і понад тридцять років у кількох середніх школах в Ужгороді.
Почав публіковати свої літературні твори у 1949-ім році. Разом з друзями створив у селі таємне антисталінське товариство "Нескорена юність" (1950-1954). В році 1954 Юрія Чорі заарештували, і після засудження відправили у табори на Урал, де відбував ув'язнення до 1956 р. Після звільнення оселився в Ужгороді, де жив до кінця життя. Протягом решти життя потерпав від обмежень внаслідок своєї дисидентської біографії, остаточно реабілітований лише 1991 р.
Автор десятків збірок поезій, легенд, повістей, драматургічних творів. До 2000-х років писав лише українською мовою, потім почав також публікуватися місцевим русинським діалектом. Є автором 5-томного словника русинської мови, який викликав протилежну реакцію: з одного боку, Чорі отримав премію за словник від Товариства Духновича, з іншого - українські філологи піддали словник критиці за безсистемне змішування сучасної української лексики з архаїзмами та локальними діалектизмами.

## Вибрані публікації
- ЧОРІ, Юрій (2013-16) Словарь русинського языка, 5 томів. Ужгород: ТОВ «IBA».
- ЧОРІ, Юрій (2015-17) Фразеолоґізмы русинського языка, 5 томів. Ужгород: TOB «IBA».